# Mycale murrayi
Mycale murrayi är en svampdjursart som först beskrevs av Ridley och Arthur Dendy 1886.  Mycale murrayi ingår i släktet Mycale och familjen Mycalidae.
Artens utbredningsområde är New South Wales. Inga underarter finns listade i Catalogue of Life.